# Christian Jourquin
Christian Jourquin (Sint-Joost-ten-Node, 27 juni 1948) is een Belgisch voormalig bedrijfsleider. Van 2006 tot 2012 was hij CEO van chemiemultinational Solvay.

## Levensloop
Christian Jourquin studeerde handelsingenieur aan de Solvay Business School van de Université libre de Bruxelles en voltooide een International Senior Management Program aan de Harvard Business School in de Verenigde Staten.
In 1971 trad hij als directieattaché in Milaan in dienst van chemiemultinational Solvay. In 1975 maakte hij de overstap naar Zürich en in 1977 keerde hij terug naar Brussel. In 1980 ging Jourquin bij Solvay-dochteronderneming Duphar in Amsterdam aan de slag, waar hij in 1983 directeur-generaal werd. In 1990 werd hij directeur-generaal voor Spanje en Portugal van Solvay in Barcelona, in 1996 directeur-generaal van de afdeling Peroxiden en lid van het directiecomité van Solvay en in 2000 directeur-generaal van de chemieafdeling en lid van het directiecomité van Solvay. In 2005 werd hij tevens bestuurder en in 2006 volgde hij Aloïs Michielsen als CEO op, een functie die hij tot 2012 bekleedde wanneer Jean-Pierre Clamadieu hem opvolgde.
Van 2008 tot 2010 was Jourquin voorzitter van de Conseil européen de l'industrie chimique (CEFIC) en de International Council of Chemical Associations (ICCA). Verder was hij lid van het strategisch comité van de HEC Liège Management School van de Université de Liège en bestuurder van Les Amis de l'Institut Bordet. Sinds 2009 is hij lid van de Académie royale des sciences, des lettres et des beaux-arts de Belgique.